# Internationella järnvägsunionen

Internationella järnvägsunionens (UIC:s) logotyp

Internationella järnvägsunionen eller på franska Union internationale des chemins de fer, oftast förkortat UIC, är en sammanslutning för järnvägsoperatörer främst i Europa. Till viss del sträcker sig samarbetet även till vissa delar av Nordafrika och delar av Asien, även om samarbetet i dessa delar inte är lika omfattande.
Internationella järnvägsunionen, som har sitt huvudkontor i Paris, bildades 1922 för att underlätta järnvägstrafiken. Framförallt handlar samarbetet att underlätta för internationell trafik mellan olika länder. Därför finns normer framtagna av UIC för att underlätta trafiken. SJ AB (och föregångaren Statens järnvägar) har varit medlem i UIC sedan starten 1922. UIC omfattar år 2008 totalt 201 medlemsorganisationer i samtliga världsdelar.

## Historia
Internationella järnvägsunionen grundades med målet att harmonisera och förbättra förordningar och regler inom järnvägsbyggande och järnvägstrafik internationellt. Efter konferenser i Portorosa 1921 och Genève 1922 bildades Internationella järnvägsunionen i Paris 17 oktober 1922. Från början hade organisationen 51 medlemmar från 29 länder.
Det var för att fira UIC:s femtioårsjubileum som tågluffarkortet (Interrail) 1972 lanserades av 21 UIC-anslutna europeiska järnvägsförvaltningar.

## Normer
UIC ger bland annat ut normer för hur järnvägsfordon ska karaktäriseras.
- UIC 221 handlar om NHM-koden, som listar allehanda slag av gods, som kan bli föremål för järnvägstransport.
- UIC 505 anger hur personvagnar bör utformas.
- UIC 518 som beskriver hur ett gångdynamiskt prov ska genomföras och utvärderas. Metoden bygger på insamling av relativt omfattande mätdata från körning på varierande spårkvalitet och spårgeometri, som sedan utvärderas statistiskt.
- UIC 519, som beskriver hur ekvivalent konicitet kan beräknas med hjälp av simulering och Klingels formel.
- UIC 592-2 Stora containrar för transport på järnvägsvagnar. Tekniska villkor att uppfylla för containrar i kombinerad internationell trafik. Beskriver klasser och kategorier på stora containrar, hanteringskaraktäristik, identifikationsmärkning och speciella villkor som gäller för stora tank-containrar.
- UIC 592-3 Stora containrar (CT), växelflak (CM) och transportramar för horisontell transport (CA) - Standardrapport för acceptanstester.
- UIC 592-4 Växelflak för grip-hantering -Tekniska villkor. Standardiserade dimensioner och transportsäkringar.
- UIC 596-5 Transport av vägfordon på järnvägsvagnar. Teknisk organisation - Överföring av P eller N-kodade semi-trailers till försänkta järnvägsvagnar.
- UIC 596-6 Överföring av vägfordon till järnvägsvagnar. Beskriver märkning och kodifiering av lastenheters mått och lastprofil för att förenkla internationella transporter. Gäller för Växelflak, semi-trailers i kombinerade transport system.

Det finns en räl som heter UIC60 (60 betyder 60 kg/meter)